# Marcus Bleasdale
Marcus Bleasdale (* 1968 in Großbritannien) ist ein Fotojournalist, der aus einer irischen Familie stammt.

## Leben
Bleasdale lebte über zwölf Jahre lang in der heutigen Demokratischen Republik Kongo, dem früheren Zaïre, in der schwierigen Zeit nach Mobutu. Seine beiden Bücher über den Kongo und die Plünderung der natürlichen Ressourcen des Landes brachten ihm eine Anzahl von Ehrungen ein. Seine Fotos, unter anderem auch über den Völkermord in Darfur und das Nachbarland Tschad, erregten weltweit Aufsehen. Im Jahre 2010 begleitete er das Orchestre Symphonique Kimbanguiste bei seiner Arbeit durch die kongolesische Hauptstadt Kinshasa.
Bleasdale lebt mit seiner Ehefrau in Oslo und ist dort der Gründer und Mitarbeiter der Fotoagentur VII Photo Agency.

## Zusammenarbeit mit Medien
Blaesdales Fotoarbeiten wurden unter anderem in folgenden Zeitungen und Zeitschriften veröffentlicht:
- Magazin der Sunday Times, London.
- Magazin des Daily Telegraph, London.
- GEO
- The New Yorker
- Die Zeit
- The New York Times
- Stern
- Newsweek
- Time Magazine
- Le Monde, Paris.

## Veröffentlichungen
- One Hundred Years of Darkness. Pirogue, London 2003, ISBN 0-9543015-0-1.
- The Rape of a Nation. Mets & Schilt, Amsterdam 2009, ISBN 978-90-5330-671-0.

## Ehrungen und Auszeichnungen
- 2004: UNICEF Photograph des Jahres.
- 2005: Foto des Jahres World Press Photo.
- 2007: Arbeitsstipendium von Human Rights Watch und Open Society Foundations.
- 2010: Hansel Mieth Award.
- 2011: Webby Award für sein Feature Dear Obama.
- 2012: Hood-Medaille der Royal Photographic Society, London.
- 2014: Robert Capa Gold Medal.[1]